# Type 96 (carro armato)
Il Type 96 (cinese:96式 Jiǔliù shì) o ZTZ-96 è un carro armato da combattimento cinese di seconda/terza generazione. Basato sul Type 88, il carro è entrato in servizio nell'Esercito Popolare di Liberazione (EPL) nel 1997.

## Storia
L'evoluzione dei carri cinesi può essere suddivisa in tre generazioni. La prima generazione comprende il Type 59, copia locale del sovietico T-54A, ed i suoi derivati. La seconda generazione inizia con il Type 80 e termina con il Type 88/96. La terza generazione invece origina dal Type 98.
La prima generazione di carri non riuscì a soddisfare i requisiti dell'ELP e, con la comparsa del T-72 nell'arsenale sovietico, la Cina proseguì nello sviluppo di nuovi carri, che portò ai progetti del WZ-122, del Type 80 e del Type 88; di questi, solo l'ultimo entrò in servizio nelle unità dell'ELP. L'esercito realizzò che comunque il Type 88 non era in grado di eguagliare le prestazioni dei progetti coevi della guerra del Golfo, così da questo carro venne realizzato il Type 96 e la sua evoluzione Type 96A.

### Biathlon per carri internazionale
Nel 2014 la Cina partecipò con il Type 96A alla competizione detta biathlon per carri armati organizzato dalla Russia, contro i T-72B3 russi, classificandosi al terzo posto. La Cina partecipò nuovamente nel 2015, raggiungendo il secondo posto.

### Schieramento
Il Type 96 è l'arma principale dell'ELP nelle zone collinari. Ogni battaglione schiera 36 carri, 10 carri per compagnia.

## Varianti

### Type 96
Versione domestica del Type 85II-AP, denominato anche Type 88C
.

### Type 96A / Type 96G

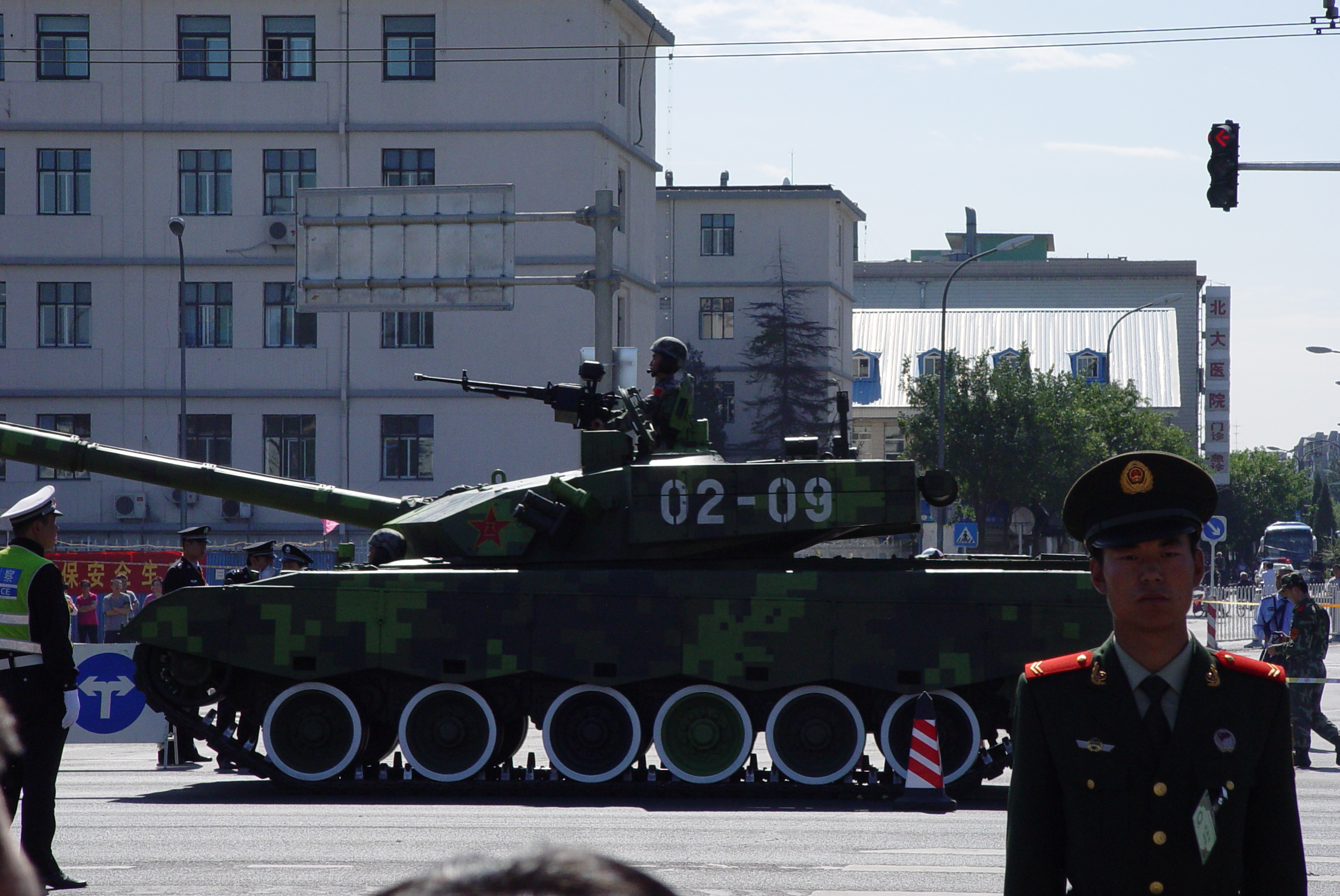
Vista laterale di un Type 96A.

Il Type 96A o 96G è una versione migliorata di terza generazione, dotata di corazzatura modulare a freccia sulla parte frontale della torretta, simile a quella del Type 99, e di corazzatura reattiva sul piastrone frontale. Anche l'elettronica è portata allo standard Type 99. Questa versione può essere distinta dal Type 99 per la posizione del conduttore, sul lato sinistro dello scafo.  e comprende anche una termocamera, un sistema di allarme laser simile allo Shtora, un jammer elettro ottico capace di ingannare i missili guidati nemici, un telemetro laser ed un designatore. Il motore è potenziato a 800 hp.

### VT-2
Variante export del Type 96A, presentato alla Defence Services Asia Exhibition del 2012.

## Utilizzatori

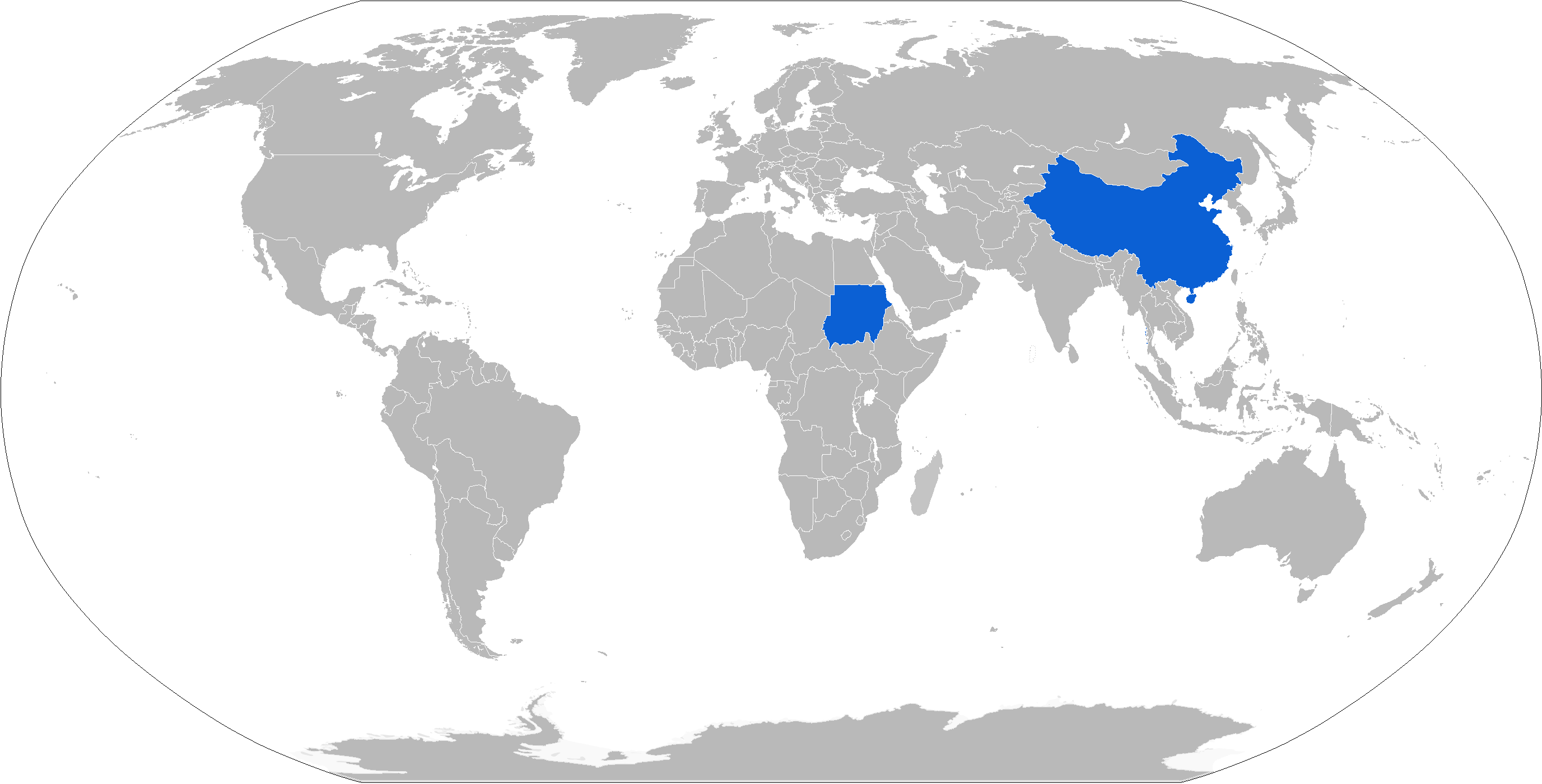
Mappa degli utilizzatori del Type 96.

### Utilizzatori attuali
Cina
- Esercito Popolare di Liberazione  – 36 battaglioni di Type 96A (1116 mezzi), 31 battaglioni di Type 96 (961 mezzi) al dicembre 2015[11].

 Sudan
- Esercito sudanese[12]

 Tanzania
Tanzania People’s Defense Force – TPDF